# Pierrepont-sur-Avre
Pierrepont-sur-Avre foi uma comuna francesa na região administrativa de Altos da França, no departamento de Somme. Estendia-se por uma área de 4,3 km². Em 2010 a comuna tinha 1 531 habitantes (densidade: 356 hab./km²).
Em 1 de janeiro de 2019, passou a formar parte da nova comuna de Trois-Rivières.